# Eugénie de Guérin
Eugénie de Guérin (29 de janeiro de 1805 – 31 de maio de 1848), foi uma escritora francesa e irmã do poeta Maurice de Guérin, com quem manteve uma correspondência.

## Biografia
Eugénie de Guérin raramente saía de seu local de nascimento, exceto para viagens curtas nas cidades vizinhas (Albi, Gália, Toulouse). Em novembro 1838 ela foi para Paris para o casamento de seu irmão Maurice Gervain com Carolina. Ela ficou ali seis meses, alojada na casa de Madame de Maistre, que ela era o guia espiritual para o castelo de Coques, onde seu irmão tinha se apaixonado. De volta para a cidade, 08 de julho de 1839, ela testemunhou a morte de seu irmão 11 dias mais tarde. Este seria o acontecimento mais importante de sua vida.
Ele observa em seu Journal (como 30 de setembro de 1839):
Eu gostaria de todo o céu estivesse pendurado com preto,
e uma madeira de cipreste veio a cobrir a terra, 
Que o dia teve mais de uma noite.
Ela nunca se recuperou dessa separação e morreu nove anos depois, desconsolada.

## Leitura sugerida
- Guérin, Eugénie de. Journal of Eugénie de Guérin. 1865. Ed. G.S. Trébutien. Whitefish, MT: Kessinger Publishing, 2005. ISBN 1-4179-5334-9
- Raoul, Valerie. "Women's Diaries as Life-Savings: Who Decides Whose Life is Saved? The Journals of Eugénie de Guérin and Elisabeth Leseur." Biography 24:1 (Winter 2001): 140–151.
- Summers, Mary. Eugénie de Guérin: A Life of Reaction. Lewiston, NY: Edwin Mellen Press, 1997. ISBN 0-7734-8530-9